# Калышевка
Калышевка (укр. Калишівка) — река в Украине, правый приток реки Удая, протекающий по Прилукскому району (Черниговская область).

## География
Длина — 9 км.
Река берёт начало от нескольких ручьёв в двух балках (одна из которых в урочище Долгое) восточнее села Дедовцы (Прилукский район). Река течёт на северо-запад. Впадает в реку Удай юго-восточнее села Манжосовка (Прилукский район).
Русло слабо-извилистое. Река пересыхает, из-за созданного в верховье пруда. В верховье реки создан крупный пруд, который служит местом отдыха.
Пойма занята лесами, заболоченными участками и лугами.
Часть долины реки в среднем течении занята ландшафтным заказником Бакумова гора, с общей площадью 16 га. 

## Притоки
1. Синковка — левый приток[3]

## Населённые пункты
Населённые пункты на реке (от истока до устья):
1. Дедовцы
2. Егоровка
3. Манжосовка